# 龚昌德
龚昌德（1932年7月19日—），男，江苏南京人，中国物理学家。曾任南京大学教授、南京大学理学院院长。长期从事固体物理的理论研究。现任浙江师范大学数理信息学院，全职教授、海峡两岸统计物理与凝聚态理论研究中心]主任、理论物理省重点学科负责人。

## 生平
1953年毕业于复旦大学物理系。